# Sint-Michielsbasiliek (Bordeaux)
De Sint-Michielsbasiliek (Frans: Basilique Saint-Michel) is de op een na grootste kerk van de Zuid-Franse stad Bordeaux. Het bouwwerk, opgetrokken van de 14e tot de 16e eeuw in flamboyant gotische stijl, gaf zijn naam aan de omliggende wijk. Sinds 1846 is de Sint-Michielsbasiliek geklasseerd als historisch monument en sinds 1998 staat ze op de Werelderfgoedlijst van UNESCO als onderdeel van de Franse pelgrimsroutes naar Santiago de Compostela.

## Geschiedenis
De kerk lag op de pelgrimsroute naar Santiago de Compostella en heeft een belangrijke kapel gewijd aan Jakobus de Meerdere. In 1903 werd ze verheven tot basilica minor.

## Klokkentoren
Zoals de Sint-Andrieskathedraal heeft de basiliek een vrijstaande klokkentoren, een campanile. Met een hoogte van 114 meter is het de op twee na hoogste van Frankrijk. Het is een 15e-eeuwse creatie van de architect Jean Lebas, aangevuld met een opengewerkte spits door Paul Abadie uit de jaren 1860. Deze spits verving de oorspronkelijke versie, die er in 1768 was afgewaaid. Onder de toren bevindt zich een crypte, waar tot 1979 mummies uit het ontmantelde parochiekerkhof werden tentoongesteld.

## Glas-in-lood
De brandglasramen van de basiliek dateren uit de 16e, 19e en 20e eeuw. Tot de oudste exemplaren behoort het raam met de Boom van Jesse, gemaakt rond 1517. Vele andere zijn vernield in het bombardement van 1940 en vervangen door modern werk van Max Ingrand en Jean-Henri Couturat.
- Library of Congress Control Number: nr99001736
- MusicBrainz: 789ec650-f5ff-4f73-9e54-ce3eae34f7e3
- Virtual International Authority File: 152896027